# Hans Bauer (Semitist)
Hans Bauer (eigentlich Johannes Bauer; * 16. Januar 1878 in Grasmannsdorf, Oberfranken; † 6. März 1937 in Halle (Saale)) war ein deutscher Semitist. Er war von 1922 bis zu seinem Tod Professor für Vergleichende Semitische Sprachwissenschaft und Islamkunde an der Universität Halle.

## Leben und Wirken
Bauer stammte aus einer fränkischen Bauernfamilie und besuchte von 1888 bis 1897 das Gymnasium in Bamberg. Anschließend studierte er Philosophie, Katholische Theologie, Naturwissenschaften und Sprachen an der Gregoriana in Rom. Nach der Priesterweihe 1903 war er von 1904 bis 1906 als Kuratus am Allgemeinen Krankenhaus in Bamberg tätig.
1906 begann Bauer in Berlin ein Studium der Orientalistik und widmete sich dort und in Leipzig dabei hauptsächlich den semitischen Sprachen. Zu Bauers Lehrern gehörten Friedrich Delitzsch, Eduard Sachau, Jakob Barth, Hermann Leberecht Strack, August Fischer, Heinrich Zimmern und Hans Stumme. 1910 wurde er mit einer Arbeit über Die Tempora im Semitischen, ihre Entstehung und Ausgestaltung in den Einzelsprachen promoviert. Nach Studienaufenthalten in Ägypten und Syrien folgte 1912 die Habilitation in Halle mit Lehrberechtigung für Semitische Philologie. Kurz darauf konvertierte er zum Protestantismus. 1916–1918 diente er im Ersten Weltkrieg.
1922 wurde Bauer in Halle zuerst außerordentlicher, dann noch im selben Jahr als Nachfolger von Carl Brockelmann ordentlicher Professor für vergleichende semitische Sprachwissenschaft und Islamkunde. Er war Mitglied der Hallenser Freimaurerloge Zu den drei Degen. Nach Bauers plötzlichem Tod übernahm sein akademischer Schüler Johann Fück den Lehrstuhl.
Hans Bauer war ab 1920 mit Eugenie (geb. Kerschbaumer) verheiratet, mit der er zwei Söhne bekam, darunter der Sinologe Wolfgang Bauer (1930–1997).
Zu Bauers Leistungen gehören zwei mit Pontus Leander vorgelegte sprachhistorische Darstellungen des Hebräischen und Biblisch-Aramäischen, die Entzifferung der Keilschrift von Ras Schamra (1930) sowie die Übersetzung dreier Bücher aus al-Ghazālīs Iḥyāʾ ʿulūm ad-dīn.

## Schriften
- Zur Entzifferung der neunentdeckten Sinaischrift und zur Entstehung des semitischen Alphabets. Niemeyer, Halle 1918.
- mit Pontus Leander: Historische Grammatik der hebräischen Sprache des Alten Testamentes. 2 Bände, Niemeyer, Halle 1918–1922 (Digitalisat).
- Zur Frage der Sprachmischung im Hebräischen. Eine Erwiderung. Niemeyer, Halle 1924.
- mit Pontus Leander: Hebräische Schulgrammatik. Niemeyer, Halle 1924 (2., verbesserte Auflage, ebenda 1933).
- mit Pontus Leander: Grammatik des Biblisch-Aramäischen. Niemeyer, Halle 1927. Nachdruck: Olms, Hildesheim 1962 (Digitalisat).
- mit Pontus Leander: Kurzgefasste biblisch-aramäische Grammatik. Mit Texten und Glossar. Niemeyer, Halle 1929. Nachdruck: Olms, Hildesheim 1965.
- Entzifferung der Keilschrifttafeln von Ras Schamra. Niemeyer, Halle 1930. Nachdruck: Zeller, Osnabrück 1968 (Digitalisat).
- Das Alphabet von Ras Schamra: Seine Entzifferung und seine Gestalt. Mit 3 Anhängen. Niemeyer, Halle 1932.
- Die alphabetischen Keilschrifttexte von Ras Schamra (= Kleine Texte für Vorlesungen und Übungen. Nummer 168). Walter de Gruyter, Berlin 1936.
- Der Ursprung des Alphabets (= Der Alte Orient. Band 36, Heft 1/2). Hinrichs, Leipzig 1937.